# Lovelace (film)
Lovelace is een Amerikaanse biografische dramafilm uit 2013. De film gaat over het leven van Linda Lovelace en hoe zij in de porno-industrie terechtkwam.

## Verhaal
In 1970 worden Linda Boreman en haar beste vriendin, Patsy, opgemerkt door Chuck Traynor tijdens een dance-act. Boreman krijgt een relatie met Traynor en huwt met hem. Tijdens een feest bekijkt Linda Traynors homemade pornovideo's. Traynor belandt hiervoor in de gevangenis, maar Boreman betaalt een borgsom. Door hun geldproblemen dwingt Traynor Boreman tot prostitutie. Kort hierna doet ze auditie voor een pornofilm. Linda begint te werken aan de film Deep Throat, waar ze haar artiestennaam Linda Lovelace aanneemt. De film wordt een hit. Hugh Hefner overtuigt haar dat ze meer in haar mars heeft. Lovelace wil graag uit de porno-industrie stappen, nadat ze opnieuw door Traynor gedwongen wordt om deel te nemen aan een gangbang. Ze regelt een geheime afspraak met de producer van Deep Throat. Ze vertelt haar verhaal over de gedwongen seks, waarop de bodyguards van de producer Traynor in elkaar slaan.
Zes jaar later is Lovelace gescheiden van Traynor en opnieuw gehuwd met Larry Marchiano, van wie ze een zoon krijgt. Ze schrijft een autobiografie, waarin de misdaden van Traynor worden uiteengezet. Lovelace overlijdt in 2002. Enkele maanden later sterft ook Traynor. Aan de film Deep Throat zou Lovelace slechts 1250 dollar hebben overgehouden.

## Rolverdeling
- Amanda Seyfried als Linda Lovelace
- Peter Sarsgaard als Chuck Traynor
- Sharon Stone als Dorothy Boreman
- Robert Patrick als John Boreman
- Juno Temple als Patsy
- Chris Noth als Anthony Romano
- Bobby Cannavale als Butchie Peraino
- Hank Azaria als Gerry Damiano
- Adam Brody als Harry Reems
- James Franco als Hugh Hefner
- Debi Mazar als Dolly Sharp
- Eric Roberts als Nat Laurendi
- Chloë Sevigny als Rebecca
- Wes Bentley als Thomas